# Назім Алієв
Назім Алієв (азерб. Nazim Əliyev, нар. 5 квітня 1963) — азербайджанський футболіст, що грав на позиції нападника.
Виступав, зокрема, за клуб «Хазар-Ланкаран», а також національну збірну Азербайджану.

## Клубна кар'єра
У дорослому футболі дебютував 1986 року виступами за команду «Генджлік Баку», в якій того року взяв участь у 26 матчах чемпіонату. 
Згодом з 1987 по 1988 рік грав у складі команд «Сумгаїт» та «Нефтчі».
Своєю грою за останню команду привернув увагу представників тренерського штабу клубу «Хазар-Ланкаран», до складу якого приєднався 1988 року. Відіграв за команду з Ланкарана наступні шість сезонів своєї ігрової кар'єри.
Протягом 1994—1999 років захищав кольори клубів «Нефтчі», «Карабах», «Сумгаїт» та «Баку».
Завершив ігрову кар'єру у команді «Кім'ячі Сумагаїт», за яку виступав протягом 1999—2000 років.

## Виступи за збірну
У 1993 року провів 1 гру у складі національної збірної Азербайджану.

## Титули і досягнення
- Найкращий бомбардир чемпіонату Азербайджану: 1992, 1994-1995, 1995-1996, 1997-1998